# Balatonboglár
Balatonboglár – miasto na Węgrzech nad Balatonem. Populacja wynosi 5934 (styczeń 2011), a powierzchnia 32,04 km², co daje gęstość zaludnienia rzędu 185 os./1 km².
W czasie II wojny światowej w tym mieście działała polska szkoła, do której uczęszczali uchodźcy z Polski.
Od września 2018 miasto podpisało umowę partnerską z gminą Gródek nad Dunajcem.